# Conjunto monumental de Khajuraho
O conjunto monumental de Khajuraho é um grupo de templos hindus e jainistas construídos entre o século IX e o século XII, situados na cidade de Khajuraho (em hindi: खजुराहो; romaniz.: Khajurāho) do distrito de Chhatarpur, estado de Madia Pradexe, Índia. O sítio encontra-se cerca de 46 km a oeste de Chhatarpur e 650 km a sudeste de Deli (distâncias por estrada). O conjunto de monumentos foi classificado pela UNESCO como Património Mundial em 1986.
A cidade de Khajuraho tinha 24 481 em 2011 e o seu nome, originalmente Kharjuravahaka deriva do sânscrito kharjur, que significa tamareira.

## História
Khajuraho é hoje um dos mais populares destinos turísticos na Índia, provavelmente pela presença do maior grupo de templos hindus medievais, famosos pelas suas esculturas eróticas. Foi a primeira capital do reino hindu dos rajaputes Chandelas de Jejakabhukti, que controlou uma grande parte do centro do norte da Índia entre os séculos IX e XIV.
O conjunto de templos foi construído entre 885 e 1125, tendo sido dotado de uma área central protegida por uma muralha com oito portas, cada uma elas com duas palmeiras de ouro. Na época áurea da cidade, contavam-se mais de 80 templos hindus, dos quais apenas 22 se encontram em estado razoável de conservação, espalhados numa área de cerca de 21 km².
São um exemplo da ligação entre a religião e o erotismo, sendo excelentes demonstrações dos estilos arquitetónicos da Índia que ganharam popularidade devido à representação lascíva de alguns aspectos da forma de vida tradicional durante a época medieval naquela região. Viriam a ser redescobertos somente durante o século XX, tendo sofrido bastante com o crescimento das selvas circundantes que causaram prejuízos a alguns dos monumentos. O declínio económico e financeiro dos Chandelas é tido como a razão principal para o abandono do local como centro de culto e vida social, sendo por isso a principal causa da deterioração provocada pela acção dos elementos da natureza aos monumentos.

## Arquitectura
Os templos de Khajuraho, construídos através de superestruturas em espiral, enquadram-se no estilo Shikhara dos templos do norte da Índia e por vezes à planta ou esquema Panchayatana.
Alguns templos são dedicados ao panteão jainista, sendo os restantes dedicados a divindades hindus, com destaque para a Trindade — Brama, Vixnu e Xiva — e devas. Os templos Panchayatana eram dotados de quatro salas de culto nos quatro cantos e uma sala principal no centro do pódio que consistia a sua base. Os templos eram agrupados em três divisões geográficas: oriental, ocidental e sul.

## Arranjos paisagisticos
Os templos de Khajuraho encontram-se agora numa vasta área de paisagem bastante cuidada através de campos verdejantes, embora em 1947, quando se deu a independência da Índia, ali existisse uma paisagem dominada por selvas e grande profusão de arbustos.
Actualmente, a estação arqueológica tem características semelhantes às de um parque público inglês, com relvados, roseiras e árvores de jardim, o que é apreciado por alguns dos turistas, mas que, na opinião de alguns críticos, não tem qualquer tipo de relação com a paisagem histórica existente na altura em que os templos foram construídos.
O desenvolvimento da arqueologia paisagista como uma disciplina académica levanta questões no que respeita à "paisagem da arqueologia" de Khajuraho e a relação original entre o complexo de templos e a área envolvente. Não existem registos sobre como terá sido a paisagem original mas sabe-se que uma vasta comunidade de sacerdotes usaram o complexo de templos e que os jardins indianos no século X eram predominantemente jardins de árvores. Não havia relvados ou culturas de plantas herbáceas ou flores.